# نيشان داناكر
نيشان داناكر هو تقدير دولي تمنحه الجمهورية القرغيزية من خلال مرسوم جمهوري. أنشئ في 12 نوفمبر 1999 من خلال قانون جمهورية قرغيزستان.

## منح الوسام
يُمنح وسام داناكر عن الإسهامات الكبيرة التي تعزز السلام والصداقة والتعاون بين الشعوب، وعن الجهود المثمرة بشكل خاص في الحفاظ على التوافق الوطني متعدد القوميات، إضافةً إلى الجهود التي تتعلق بتطوير العلوم والإمكانات الاقتصادية للبلاد، وعن النشاط الإيجابي الذي يساهم في تقريب وإثراء الثقافات الوطنية، وتعزيز العلاقات الودية بين الدول.
يُرتدي وسام داناكر على الجانب الأيسر من الصدر بعد وسام "كورمانجان داتكا".

## مميزات النشيان
يُصنع نشيان داناكر من الفضة وله شكل نجمة بأربعين شعاعاً ذي انتشار متجانس بقطر 42 ملم. يتم تغطية أشعة النجمة بالذهب.
على الجانب الأمامي للنشيان، هناك دائرة فضية تحمل صورة بارزة لنقش أورنامنت قيرغيزي وطني مع العناصر الدائرية الزرقاء. قطر الدائرة 30 ملم. حول حافة الدائرة توجد 40 كرة نصفية، متزامنة مع أشعة النجمة.
يوضع غطاء في وسط الدائرة بقطر 16 ملم، مغطى بميناء أزرق، مع فواصل رقيقة بشكل قوسين نصفيين، ترمز إلى خطوط الطول في الكرة الأرضية. في وسط الغطاء توجد عبارة "داناكر" بارزة بتقنية ثلاثية الأبعاد. في الأعلى والأسفل من العبارة على الرأسين للدائرة العمودية توجد نجوم صورة بارزة. يتم صنع الغطاء من الفضة. كما يتم تغطية حواف الغطاء، والفواصل الرفيعة، والنجوم بالذهب.
الجانب الخلفي للنشيان مغطى بالذهب، وفي الجزء السفلي يتم تخريم رقم للنشيان. يتم ربط النيشان بواسطة حلقة ورابط مع قطعة معدنية مستطيلة بحجم 28×42 ملم، تعمل كقاعدة لشد الشريط المخملي الأزرق بحجم 33×23 ملم. في جانب القاعدة يوجد دبوس لتثبيت الوسام على الملابس.

## حاملو النيشان (الوسام)
يبلغ عدد حاملي نيشان داناكر 135 منذ منح الوسام الأول عام 2000م، بينهم 3 شخصيات عربية.

### عام 2000 (3 أشخاص)
1. غيورغي أليكسييفيتش رودوف: السفير فوق العادة و مفوض لروسيا الاتحادية لدى جمهورية قيرغيزستان (26 أغسطس 2000، الرقم 225)[2]
2. مدينة أوش القيرغيزية (4 أكتوبر 2000، الرقم 276)[3]
3. فياشيسلاف إيفانوفيتش شابوفالوف: شاعر ومترجم (6 نوفمبر 2000، الرقم 317)[4]

### عام 2001 (8 أشخاص)
1. كيمسانباي حاج عبد الرحمنوف: مفتي الإدارة الدينية لمسلمي قيرغيزستان (3 مايو 2001، الرقم 154)[5]
2. إدغم رحيموفيتش تينيشيف: رئيس قسم اللغات الألطائية بمعهد اللغويات التابع لأكاديمية العلوم الروسية، عالم تركيّات (19 مايو 2001، الرقم 167)[6]
3. تشولبون توكتشوروييفنا دجولدوشيفا: رئيسة قسم نظرية وتاريخ الأدب الروسي، أستاذة، موظفة في جامعة قيرغيزستان الوطنية الحكومية (21 مايو 2001، الرقم 169)[7]
4. ليونيد فاسيلييفيتش توزوف: مدير معهد العلوم الأساسية، أستاذ، موظف في جامعة قيرغيزستان الوطنية الحكومية (21 مايو 2001، الرقم 169)[7]
5. دميتري غيورغييفيتش كوزنوف: المدير الفني للاستوديو الوطني القيرغيزي بمدرسة مسرح شيبكين العليا، مدينة موسكو (6 يونيو 2001، الرقم 189)[8]
6. فاليري أبيسالوفيتش غيرغييف: المدير الفني ومدير مسرح مارينسكي الأكاديمي الحكومي (3 يوليو 2001، الرقم 210)[9]
7. فلاديمير تيودوروفيتش سبيفاكوف: قائد الأوركسترا الرئيسي للأوركسترا السيمفونية الوطنية الروسية، المدير الفني لأوركسترا الحجرة الحكومية "عازفو موسكو" (3 يوليو 2001، الرقم 210)[9]
8. آنا بيتروفنا سيليفيرستوفا: رئيسة قسم طرق تدريس اللغة والأدب الروسي بمعهد اللغات والثقافات العالمية، موظفة في جامعة أوش الحكومية (21 سبتمبر 2001، الرقم 275)[10]

### عام 2002 (8 أشخاص)
1. تشولبونبيك بازارباييفيتش بازارباييف: فنان الشعب في الاتحاد السوفيتي، رئيس اتحاد الجمعيات القيرغيزية للصداقة والتعاون مع الدول الأجنبية (12 يناير 2002، الرقم 7)[11]
2. أبرور كاريموف:[12] نائب رئيس المركز الثقافي القيرغيزي لجمهورية أوزبكستان (14 يناير 2002، الرقم 12)[13]
3. غولشارا إيمانالييفنا دولاتوفا: فنانة عاملة في مسرح الدراما الأكاديمي الوطني القيرغيزي الذي يحمل اسم تي. عبدومومونوف (26 مارس 2002، الرقم 67)[14]
4. يولي سيرغييفيتش خودياكوف: دكتور في العلوم التاريخية، بروفيسور في جامعة نوفوسيبيرسك الحكومية (6 مايو 2002، الرقم 106)[15]
5. سيرغي شويغو: وزير الاتحاد الروسي لشؤون الدفاع المدني والطوارئ والقضاء على آثار الكوارث الطبيعية (21 مايو 2002، الرقم 118)[16]
6. هيلموت كوتين: رئيس مؤسسة قرى الأطفال إس أو إس الخيرية الدولية (21 يونيو 2002، الرقم 164)[17]
7. زوراكان شامشييفنا دافليتاليفا: رئيسة الإدارة الحكومية لمنطقة جيرجيتال، جمهورية طاجيكستان (31 يوليو 2002، الرقم 197)[18]
8. كوشيرو ماتسوؤرا: المدير العام لمنظمة اليونسكو (29 أكتوبر 2002، الرقم 293)[19]

### عام 2003 (24 شخص)
1. كلاوس توبفر: المدير العام لبرنامج الأمم المتحدة للبيئة (17 يناير 2003، الرقم 12)[20]
2. عبد الغني عبد الغفوروف: كاتب مسرحي ومترجم (26 يناير 2003، الرقم 24)[21]
3. إرنست خاشيموفيتش أكرموف: جراح (26 يناير 2003، الرقم 24)[21]
4. حكيم سليمانوفيتش بيبزوف: جراح (26 يناير 2003، الرقم 24)[21]
5. فاليري بتروفيتش جيفوغليادوف: عالم فيزياء (26 يناير 2003، الرقم 24)[21]
6. ميخائيل ألكساندروفيتش رودوف: عالم لغوي (26 يناير 2003، الرقم 24)[21]
7. غيورغي أرونوفيتش فيجين: أخصائي أنف وأذن وحنجرة (26 يناير 2003، الرقم 24)[21]
8. بوريس مويسيفيتش شابيرو: عالم أوبئة (26 يناير 2003، الرقم 24)[21]
9. ليف أفرويموفيتش شييمان: عالم لغوي (26 يناير 2003، الرقم 24)[21]
10. مامادكازي إرغاشوف: محارب قديم في العمل، مدينة أوش (26 يناير 2003، الرقم 24)[21]
11. ألكسندر إيفانوفيتش ماليفاني: رئيس تحرير صحيفة "سلوفو كيرغيزستانا" (كلمة قيرغيزستان) (4 مارس 2003، الرقم 71)[22]
12. فالنتين كورنييفيتش يانتسين: نائب الرئيس للشؤون الأكاديمية في جامعة قيرغيزستان الدولية (7 مارس 2003، الرقم 91)[23]
13. فيكتور أنتونوفيتش سادوفنيتشي: رئيس جامعة موسكو الحكومية التي تحمل اسم إم. في. لومونوسوف، رئيس الرابطة الأوراسية للجامعات (18 مارس 2003، الرقم 98)[24]
14. سيرجي ليبيديف: مدير جهاز المخابرات الخارجية للاتحاد الروسي، جنرال كولونيل (11 أبريل 2003، الرقم 121)[25]
15. يويو ما: عازف تشيلو، مدير مشروع "طريق الحرير" (26 أبريل 2003، الرقم 135)[26]
16. نيكولاي إيفانوفيتش كوزنيتسوف: رئيس قسم الكيمياء الزراعية، أستاذ، موظف في جامعة قيرغيزستان الزراعية التي تحمل اسم ك. إي. سكريبينا (23 يونيو 2003، الرقم 191)[27]
17. تسيويين هونغ: السفير فوق العادة والمفوض لجمهورية الصين الشعبية لدى جمهورية قيرغيزستان (30 يوليو 2003، الرقم 246)[28]
18. نامق كمال زيبك: كبير مستشاري رئيس وزراء تركيا لتطوير التعاون مع العالم التركي، السفير فوق العادة والمفوض لجمهورية تركيا (12 سبتمبر 2003، الرقم 298)[29]
19. كينيه موريس: رئيس الأكاديمية، مستشار جامعات باريس السوربون، أستاذ (17 سبتمبر 2003، الرقم 308)[30]
20. أندريه سيرغييفيتش ميخالكوف-كونتشالوفسكي: مخرج سينمائي (20 سبتمبر 2003، الرقم 310)[31]
21. إيرينا كونستانتينوفنا أرخيبوفا: مغنية أوبرا منفردة، فنانة الشعب في الاتحاد السوفيتي (20 سبتمبر 2003، الرقم 312)[32]
22. إيديل أيدين: سفير فوق العادة ومفوض، رئيس مركز منظمة الأمن والتعاون في أوروبا في بيشكك (3 نوفمبر 2003، الرقم 353)[33]
23. تاش مياشيف: كاتب (4 نوفمبر 2003، الرقم 354)[34]
24. يرزي ألكسندر سكوراتوفيتش: الممثل الدائم لبرنامج الأمم المتحدة الإنمائي في جمهورية قيرغيزستان (6 ديسمبر 2003، الرقم 388)[35]

### عام 2004 (24 شخص)
1. إيسين جومازوفيتش إسماعيلوف، رئيس الجمعية العامة لدونغان جمهورية قيرغيزستان (29 يناير 2004، الرقم 19)[36]
2. ليونيد نيكولاييفيتش كلاشنيكوف، رئيس مجلس المركز الثقافي الروسي "البيت الروسي في قيرغيزستان" (29 يناير 2004، الرقم 19)[36]
3. محمدجان تاشالييفيتش ماماسعيدوف، رئيس المركز الثقافي الوطني الأوزبكي لجمهورية قيرغيزستان (29 يناير 2004، الرقم 19)[36]
4. عبد الحليم رايمجانوفيتش رايمجانوف، نائب رئيس مجلس جمعية شعب قيرغيزستان، رئيس الجمعية العامة للطاجيك باسم روداكي (29 يناير 2004، الرقم 19)[36]
5. جمعية شعب قيرغيزستان (29 يناير 2004، الرقم 20)[37]
6. قاييببيك آيتغولوف، عميد كلية الأوركسترا، أستاذ، موظف في المعهد الوطني القيرغيزي (4 فبراير 2004، الرقم 22)[38]
7. مارلين بولوتالييفيتش تيميربيكوف، رئيس قسم الغناء المنفرد، أستاذ، موظف في المعهد الوطني القيرغيزي (4 فبراير 2004، الرقم 22)[38]
8. عبديغول عبدالراشيتوفيتش تشوتباييف، عضو المجلس التنسيقي للمجلس الجمهوري لقدامى المحاربين في أفغانستان، رئيس الحركة العامة لقدامى محاربي الحروب المحلية والصراعات العسكرية "الشجاعة"، قائد الحرس الوطني لجمهورية قيرغيزستان (7 فبراير 2004، الرقم 36)[39]
9. ليونيد تروفيموفيتش دفورنيكوف، رئيس قسم نظرية الآليات والآلات في المعهد الصناعي الحكومي السيبيري، أستاذ (15 فبراير 2004، الرقم 57)[40]
10. بوريسلاف بافلوفيتش ستيبانوك، مترجم أوكراني مرموق في جمهورية قيرغيزستان (15 فبراير 2004، الرقم 58)[41]
11. بوديو تاديوش، أستاذ، رئيس البرنامج العلمي الدولي "التحول في دول آسيا الوسطى" (9 مارس 2004، الرقم 84)[42]
12. سوميو إيدامورا، مستشار مؤسسة "سوميتومو" (13 أبريل 2004، الرقم 137)[43]
13. نيكولاي إيفانوفيتش ريجكوف، عضو مجلس الاتحاد بالجمعية الفيدرالية للاتحاد الروسي، رئيس الاتحاد الروسي لمنتجي السلع (24 يونيو 2004، الرقم 211)[44]
14. سفين هيردمان، سفير فوق العادة ومفوض لمملكة السويد لدى جمهورية قيرغيزستان (1 يوليو 2004، الرقم 215)[45]
15. سيرغي سيرغييفيتش أليكسييف، دكتور في العلوم القانونية، أستاذ في أكاديمية الأورال الحكومية للقانون (27 يوليو 2004، الرقم 240)[46]
16. أناتولي فاسيلييفيتش توركونوف، رئيس معهد موسكو الحكومي للعلاقات الدولية، أستاذ، عضو مراسل في الأكاديمية الروسية للعلوم (5 أكتوبر 2004، الرقم 324)[47]
17. مانفريد كارستينس، نائب في البوندستاغ، رئيس لجنة الميزانية (15 نوفمبر 2004، الرقم 385)[48]
18. إيليا جاكانوف، كاتب، ملحن (22 نوفمبر 2004، الرقم 400)[49]
19. سفيتلانا غيورغييفنا سوسلوفا، شاعرة (22 نوفمبر 2004، الرقم 401)[50]
20. بوريس يفغينييفيتش باتون، أكاديمي، رئيس الأكاديمية الوطنية للعلوم في أوكرانيا (24 نوفمبر 2004، الرقم 413)[51]
21. نيكولاي ليونتييفيتش دوبريتسوف، أكاديمي، نائب رئيس الأكاديمية الروسية للعلوم، رئيس الفرع السيبيري للأكاديمية الروسية للعلوم (24 نوفمبر 2004، الرقم 414)[52]
22. نيكولاي بافلوفيتش لافيروف، أكاديمي، نائب رئيس الأكاديمية الروسية للعلوم (24 نوفمبر 2004، الرقم 414)[52]
23. غينادي أندرييفيتش ميسياتس، أكاديمي، نائب رئيس الأكاديمية الروسية للعلوم (24 نوفمبر 2004، الرقم 414)[52]
24. أناتولي فاسيلييفيتش فرولوف، كبير الباحثين في مختبر "ميكانيكا الآلات" بمعهد هندسة الآلات التابع للأكاديمية الوطنية للعلوم في جمهورية قيرغيزستان، أكاديمي (24 نوفمبر 2004، الرقم 416)[53]

### عام 2005 (4 أشخاص)
1. فيكتور ستيبانوفيتش ستولبوفسكيخ: المدير العام لشركة "ف.أ.ف.س." ذات المسؤولية المحدودة (1 فبراير 2005، الرقم 46)[54]
2. تشينارا شارشيفنا جاكيبوفا: المديرة الإقليمية لمعهد تغطية الحرب والسلام في دول آسيا الوسطى (9 أغسطس 2005، الرقم 306)[55]
3. إيرينا غريغورييفنا ديركيمبايفا: فنانة كورال في مسرح الأوبرا والباليه الأكاديمي الوطني القيرغيزي (17 أغسطس 2005، الرقم 316)[56]
4. يفغيني ماكسيموفيتش بريماكوف: رئيس غرفة التجارة والصناعة للاتحاد الروسي (22 ديسمبر 2005، الرقم 641)[57]

### عام 2006 (7 أشخاص)
1. إيغور ألكساندروفيتش مويسييف: بطل العمل الاشتراكي، فنان الشعب في الاتحاد السوفيتي وجمهورية قيرغيزيا السوفيتية الاشتراكية (23 يناير 2006، الرقم 30)[58]
2. يوري لوجكوف: عمدة مدينة موسكو بالاتحاد الروسي (27 فبراير 2006، الرقم 79)[59]
3. نيكولاي كونستانتينوفيتش بايباكوف: بطل العمل الاشتراكي، دكتور في العلوم التقنية (27 فبراير 2006، الرقم 82)[60]
4. فلاديمير إيفانوفيتش ياكونين: رئيس الشركة المساهمة المفتوحة "السكك الحديدية الروسية" (31 يوليو 2006، الرقم 401)[61]
5. ألكسندر خوساينوفيتش فويينوف: رئيس النادي الرياضي المحترف "هيرميس-بروفي" في الكيك بوكسينغ والووشو (25 أغسطس 2006، الرقم 428)[62]
6. جوزيف بلاتر: رئيس الاتحاد الدولي لكرة القدم (فيفا) (2 ديسمبر 2006، الرقم 574)[63]
7. تشانغ ديغوانغ: السكرتير التنفيذي لمنظمة شنغهاي للتعاون (شنغهاي) (5 ديسمبر 2006، الرقم 577)[64]

### عام 2007 (10 أشخاص)
1. يفغيني ديميترييفيتش دوغا: ملحن، فنان الشعب في الاتحاد السوفيتي (24 أبريل 2007، الرقم 201)[65]
2. أليكسي سوروكين: رئيس المجلس التنسيقي للاتحاد الدولي "اتحاد المنظمات العامة لقدامى المحاربين (المتقاعدين) للدول المستقلة"، أميرال الأسطول (4 مايو 2007، الرقم 218)[66]
3. فلاديمير إيفانوفيتش نيفادييف: رئيس الجامعة السلافية القيرغيزية الروسية التي تحمل اسم ب. ن. يلتسين (4 مايو 2007، الرقم 220)[67]
4. رافائيل مارتينيتي: رئيس الاتحاد الدولي للمصارعة (FILA) (4 مايو 2007، الرقم 222)[68]
5. نيكولاي بورديوزا: الأمين العام لمنظمة معاهدة الأمن الجماعي (18 مايو 2007، الرقم 255)[69]
6. إيشنباي عبد الرزاقوفيتش عبد الرزاقوف: رجل دولة، رئيس جمعية "قيرغيزستان-اليابان" (30 مايو 2007، الرقم 277)[70]
7. أحمد محمد علي المدني: رئيس مجموعة البنك الإسلامي للتنمية (3 يوليو 2007، الرقم 332)[71]
8. إدوارد إرغارتوفيتش روسيل: حاكم مقاطعة سفردلوفسك بالاتحاد الروسي (4 أكتوبر 2007، الرقم 437)[72]
9. مدينة جلال آباد (15 أكتوبر 2007، الرقم 450)[73]
10. ألمازبك شارشينوفيتش أتامبايف: القائم بأعمال رئيس وزراء جمهورية قيرغيزستان (27 نوفمبر 2007، الرقم 518)[74]

### عام 2008 (3 أشخاص)
1. إيرينا إيفانوفنا خاليفا: رئيسة المؤسسة التعليمية الحكومية للتعليم المهني العالي "جامعة موسكو الحكومية للغات"، أكاديمية في الأكاديمية الروسية للعلوم (9 يونيو 2008، الرقم 199)[75]
2. أنيس غورغينوفيتش زارفيان: عميد كلية الطب، أستاذ، موظف في الجامعة القرغيزية الروسية - سلافينسكي (1 ديسمبر 2008، الرقم 421)[76]
3. أندريه فورسينكو: وزير التعليم والعلوم في الاتحاد الروسي (1 ديسمبر 2008، الرقم 424)[77]

### عام 2009 (4 أشخاص)
1. بوريس فاسيلييفيتش بيرفيلييف: رئيس غرفة التجارة والصناعة لجمهورية قيرغيزستان (19 فبراير 2009، الرقم 122)[78]
2. تشانغ يانيان: السفير فوق العادة والمفوض لجمهورية الصين الشعبية لدى جمهورية قيرغيزستان (2 مارس 2009، الرقم 139)[79]
3. مار بايدجييف: نائب في المجلس الأعلى لجمهورية قيرغيزيا السوفيتية الاشتراكية، 1990-1994 (13 نوفمبر 2009، الرقم 506)[80]
4. بنك التنمية الآسيوي (30 نوفمبر 2009، الرقم 540)[81]

### عام 2011 (13 شخص)
1. رجب طيب أردوغان: رئيس وزراء الجمهورية التركية (28 يناير 2011، الرقم 22)[82]
2. بوروبك تشييبيلوفيتش أشيروف: السفير فوق العادة والمفوض لجمهورية قيرغيزستان لدى أوكرانيا (29 أغسطس 2011، الرقم 218)[83]
3. فالنتين ستيبانوفيتش فلاسوف: السفير فوق العادة والمفوض للاتحاد الروسي لدى جمهورية قيرغيزستان (29 أغسطس 2011، الرقم 218)[83]
4. ليديا آدامقاليفنا إيمانالييفا: السفيرة فوق العادة والمفوضة لجمهورية قيرغيزستان لدى جمهورية النمسا (29 أغسطس 2011، الرقم 218)[83]
5. لان ينغ: عضو فخري في مجلس العلماء، المجلس الاستشاري العلمي لأكاديمية العلوم الاجتماعية بجمهورية الصين الشعبية (29 أغسطس 2011، الرقم 218)[83]
6. أوغاتا ساداكو: رئيسة وكالة اليابان للتعاون الدولي (29 أغسطس 2011، الرقم 218)[83]
7. بيير موريل: الممثل الخاص للاتحاد الأوروبي لآسيا الوسطى (29 أغسطس 2011، الرقم 218)[83]
8. سييت قيزي دويشوكان: مغنية في فرقة الأغاني والرقص بمنطقة كيزيلسو ذات الحكم الذاتي بجمهورية الصين الشعبية (29 أغسطس 2011، الرقم 218)[83]
9. إميل ساتاروفيتش أوميتالييف: رئيس شركة "Kyrgyz Concept" (29 أغسطس 2011، الرقم 218)[83]
10. كارلا-ماريا شيليكه: مديرة مركز تأهيل الأطفال "أوموت-ناديجدا" (الأمل-الرجاء) (29 أغسطس 2011، الرقم 218)[83]
11. فلاديمير (إيكيم): مطران أومسك وتارسك ببطريركية موسكو للكنيسة الأرثوذكسية الروسية (7 سبتمبر 2011، الرقم 232)[84]
12. عبديشوكور إسلاموفيتش نارماتوف: رئيس الجامعة الإسلامية في قيرغيزستان التي تحمل اسم حضرت عمر (8 سبتمبر 2011، الرقم 235)[85]
13. جمعية "دورودوي" (31 أكتوبر 2011، الرقم 270)[86]

### عام 2012 (1 شخص واحد)
1. أندريه يورييفيتش بيليانينوف: رئيس دائرة الجمارك الفيدرالية في الاتحاد الروسي (17 سبتمبر 2012، الرقم 201)[87]

### عام 2014 (1 شخص واحد)
1. عبد الله غل: الرئيس السابق للجمهورية التركية (4 سبتمبر 2014، الرقم 157)[88]

### عام 2015 (3 أشخاص)
1. دميتري ميدفيديف: رئيس حكومة الاتحاد الروسي (12 سبتمبر 2015، الرقم 182)[89]
2. وانغ يي: وزير خارجية جمهورية الصين الشعبية (17 سبتمبر 2015، الرقم 183)[90]
3. قاو هو تشنغ: وزير التجارة بجمهورية الصين الشعبية (17 سبتمبر 2015، الرقم 183)[90]

### عام 2016 (3 أشخاص)
1. أليكسي ميلر: رئيس مجلس إدارة الشركة المساهمة العامة "غازبروم" (15 أكتوبر 2016، الرقم 220)[91]
2. الأمير أغا خان كريم (17 أكتوبر 2016، الرقم 221)[92]
3. فريق KVN "آسيا ميكس": مدينة بشكيك (31 ديسمبر 2016، الرقم 317)[93]

### عام 2017 (2 شخصان)
1. سيرجي لافروف: وزير خارجية الاتحاد الروسي (16 يونيو 2017، الرقم 115)[94]
2. شوكت ميرضيايف: رئيس جمهورية أوزبكستان (22 نوفمبر 2017، الرقم 271)[95]

### عام 2018 (2 شخصان)
1. راديك باتيرشين: رئيس الشركة المساهمة المغلقة "شركة مير التلفزيونية والإذاعية الدولية المشتركة بين الدول" (29 أغسطس 2018، الرقم 176)[96]
2. دوسانباي كوراباييفيتش كاسينوف: الأمين العام للمنظمة الدولية للثقافة التركية "TURKSOY" (29 أغسطس 2018، الرقم 177)[97]

### عام 2019 (1 شخص)
1. ألكسندر كريستنين: المدرب الرئيسي للمنتخب الوطني لجمهورية قيرغيزستان لكرة القدم (24 يناير 2019، الرقم 12)[98]

### عام 2021 (5 أشخاص)
1. عبد الرحمن بن سعيد آل جمعة: السفير فوق العادة والمفوض للمملكة العربية السعودية لدى جمهورية قيرغيزستان (26 فبراير 2021، الرقم 59)[99]
2. ميخائيل يفيموفيتش شفيدكوي: الممثل الخاص لرئيس الاتحاد الروسي للتعاون الثقافي الدولي (27 أغسطس 2021، الرقم 366)[100]
3. سيرغي غلازييف: عضو مجلس (وزير) التكامل والاقتصاد الكلي في اللجنة الاقتصادية الأوراسية (30 ديسمبر 2021، الرقم 582)[101]
4. رسلان كازاكباييف: وزير خارجية جمهورية قيرغيزستان (30 ديسمبر 2021، الرقم 583)[102]
5. عبديلدجان أمانتوروفيتش أكماطالييف: أكاديمي، مدير معهد اللغة والأدب باسم تش. أيتماتوف التابع للأكاديمية الوطنية للعلوم في جمهورية قيرغيزستان (30 ديسمبر 2021، الرقم 584)[103]

### عام 2022 (3 أشخاص)
1. فلاديسلاف تريتياك: رئيس الاتحاد الروسي لهوكي الجليد (28 فبراير 2022، الرقم 66)[104]
2. رستم مينيخانوف: رئيس جمهورية تتارستان (مايو 2022)[105]
3. بن علي يلدرم: رئيس مجلس شيوخ منظمة الدول التركية (6 أغسطس 2022، الرقم 279)[106]

### عام 2023 (3 أشخاص)
1. سلطان راييف: أمين عام المنظمة الدولية للثقافة التركية "TURKSOY" (26 أغسطس 2023، الرقم 206).[107][108]
2. تالايبيك ماسابيروف: نائب في البرلمان القيرغيزي (جوقوركو كينيش) لجمهورية قيرغيزستان (18 ديسمبر 2023، الرقم 345).[109]
3. محمد عبد الرحمن الشايع: مؤسس جمعية الصفا الإنسانية في جمهورية قيرغيزستان (26 ديسمبر 2023، الرقم 358).[110][111]